# Новородниковский
Новороднико́вский — хутор в Кочубеевском районе (муниципальном округе) Ставропольского края России.
До 16 марта 2020 года входил в состав муниципального образования «Сельское поселение Новодеревенский сельсовет».

## География
Расстояние до краевого центра: 59 км.
Расстояние до районного центра: 21 км.
На восточной окраине хутора расположено общественное открытое кладбище площадью 3000 м².

## История
Хутор Литвина (Литвиновский) основана в 1897 году. В 1927 году получил современное название.

## Население
| 1989 | 2002 | 2010 | 2012 | 2014 |
| ---- | ---- | ---- | ---- | ---- |
| 142  | ↗179 | ↘148 | ↘144 | ↗200 |

По данным переписи 2002 года в национальной структуре населения преобладают русские (86 %).